# Hot Buttered Soul
Albums de Isaac Hayes
Presenting Isaac Hayes
(1967) The Isaac Hayes Movement
(1970)
Hot Buttered Soul est le deuxième album studio d'Isaac Hayes, sorti en 1969.
Il est cité dans l'ouvrage de référence de Robert Dimery Les 1001 albums qu'il faut avoir écoutés dans sa vie.
En 2021, il reçoit le Grammy Hall of Fame Award.
Cet album possède la particularité de présenter trois reprises réorchestrées et réarrangées par Hayes, qui triplent, quadruplent voire quintuplent la durée initiale des compositions originelles. Hayes fait aussi appel au spoken word.

## Titres

### Face 1
1. Walk On By (Burt Bacharach, Hal David) – 12:03
2. Hyperbolicsyllabicsesquedalymistic (Isaac Hayes, Alvertis Isbell) – 9:38

### Face 2
1. One Woman (Charles Chalmers, Sandra Rhodes) – 5:10
2. By the Time I Get to Phoenix (Jimmy Webb) – 18:42

## Classements hebdomadaires
| Classement (1969)          | Meilleure place |
| -------------------------- | --------------- |
| États-Unis (Billboard 200) | 8               |
| États-Unis (Soul Charts)   | 1               |

## Certification
| Pays              | Certification |
| ----------------- | ------------- |
| États-Unis (RIAA) | Or            |